# Grigoris Makos
Grigoris Makos (grekiska: Γρηγόρης Μάκος), född 18 januari 1987 i Aten, är en grekisk fotbollsspelare (defensiv mittfältare) som spelar för den cypriotiska klubben Anorthosis Famagusta och Greklands landslag.
Han var uttagen i Greklands trupp till fotbolls-EM 2012.